# Antoine Davis
Antoine Davis (Green Bay, Wisconsin; 3 de octubre de 1998) es un baloncestista estadounidense que pertenece a la plantilla de los Stockton Kings de la G League. Con 1,85 metros de estatura, juega en la posición de base o escolta. 

## Trayectoria deportiva

### Universidad
Jugó cinco temporadas con los Titans de la Universidad de Detroit Mercy, en las que promedió 25,4 puntos, 3,2 rebotes y 4,1 asistencias por partido, Anotó 32 puntos en su debut con Detroit Mercy contra Western Michigan. Anotó 42 puntos contra Loyola varias semanas después, estableciendo un récord para estudiantes de primer año en Detroit. Anotó 30 puntos contra Northern Kentucky y los Titans terminaron 11-20. Davis terminó la temporada con 132 triples, superando el récord para un freshman de la NCAA de 122 establecido por Stephen Curry. Se convirtió en el primer estudiante de primer año en ser incluido en el mejor quinteto de la Horizon League desde Gordon Hayward. Fue el tercer máximo anotador de la División I de la NCAA con 26,1 puntos, además de conseguir 3,1 rebotes y 3,6 asistencias por partido.
El 29 de febrero de 2020 anotó 43 puntos, el máximo de la temporada, incluidos dos tiros libres decisivos cuando quedaban 5,3 segundos en la victoria por 90-88 sobre IUPUI. Fue incluido nuevamente en el primer equipo All-Horizon League al final de la temporada regular. Lideró la conferencia en anotación con 24,3 puntos, y también promedió 4,5 asistencias por partido.
Superó la marca de los 2000 puntos en su carrera el 25 de febrero de 2021 en un partido semifinal del torneo de la Horizon League contra Robert Morris. Davis anotó 46 puntos, tres menos que la marca de anotación de un solo partido de los Titans, mientras lograba diez triples.
Fue nombrado co-jugador del año de la Horizon League 2022 junto a Jamal Cain de Oakland. También se convirtió en el primer jugador en la historia de la Horizon League en ser incluido en el primer equipo de la conferencia en cuatro temporadas consecutivas. Al término de la temporada, ingresó en el portal de transferencias de la NCAA, lo que indicaba su intención de explorar otras opciones para su última temporada de elegibilidad atlética. Sin embargo, acabó disputando su temporada como gradiado de nuevo en Detroit Mercy.
Durante su última temporada en la UDM en 2022-23, alcanzó varios hitos estadísticos. Primero, el 1 de diciembre de 2022, se convirtió en el máximo anotador de todos los tiempos de la Horizon League, superando a Alfredrick Hughes de Loyola Chicago. Nueve días después se convertiría en el undécimo jugador masculino de la División I con más de 3.000 puntos en su carrera. El siguiente hito de Davis se produjo el 14 de enero de 2023, cuando superó a Fletcher Magee de Wofford como máximo anotador de triples en la historia de la División I de la NCAA. Alcanzó el segundo lugar en la lista de anotadores masculinos de DI de todos los tiempos detrás del gran Pete Maravich de LSU, superando a Freeman Williams de Portland State el 21 de enero de 2023. El 27 de febrero de 2023 repitió como Jugador del Año de la Horizon League. Se convirtió en el primer jugador en la historia de la liga en ser incluido en cinco ocasiones en el mejor quinteto de la liga. Terminó su carrera con 3.664 puntos, tres puntos menos que el récord de puntuación de todos los tiempos que ostenta Maravich.

#### Estadísticas
| * | Líder de la División I de la NCAA |

| Año     | Equipo        | PJ  | PT  | MPP  | %TC  | %3P  | %TL  | RPP | APP | ROB | TPP | PPP  |
| ------- | ------------- | --- | --- | ---- | ---- | ---- | ---- | --- | --- | --- | --- | ---- |
| 2018–19 | Detroit Mercy | 30  | 29  | 37.4 | .400 | .380 | .857 | 3.1 | 3.6 | .9  | .0  | 26.1 |
| 2019–20 | Detroit Mercy | 30  | 30  | 36.7 | .380 | .324 | .901 | 3.1 | 4.5 | 1.7 | .1  | 24.3 |
| 2020–21 | Detroit Mercy | 22  | 22  | 38.5 | .424 | .372 | .917 | 2.9 | 4.8 | 1.5 | .0  | 24.0 |
| 2021–22 | Detroit Mercy | 29  | 29  | 37.0 | .429 | .379 | .882 | 3.6 | 4.4 | 1.0 | .0  | 23.9 |
| 2022–23 | Detroit Mercy | 33  | 33  | 37.4 | .414 | .412 | .907 | 3.0 | 3.6 | 1.2 | .1  | 28.2 |
| Total   | Total         | 144 | 143 | 37.3 | .408 | .375 | .892 | 3.2 | 4.1 | 1.3 | .0  | 25.4 |

### Profesional
Tras no ser elegido en el Draft de la NBA de 2023, disputó la Liga de Verano de la NBA con los Portland Trail Blazers, y el 2 de octubre firmó contrato con la franquicia. Sin embargo, fue despedido una semana después. El 30 de octubre se unión a los Rip City Remix, filial de los Blazers en la NBA G League. En su primera temporada promedió 17,8 puntos y 3,3 rebotes por partido.
El 18 de octubre de 2024 firmó con los Sacramento Kings, pero fue despedido ese mismo día. El 27 de octubre se unió a su filial de la G League, los Stockton Kings.